# Clément Oubrerie
Clément Oubrerie, né le 23 décembre 1966 à Paris, est un illustrateur et dessinateur français.

## Biographie
Clément Oubrerie suit des études d'arts graphiques à l'ESAG, puis les interrompt pour aller vivre deux ans aux États-Unis où, illustrateur pour la jeunesse, il publie ses premiers albums.
En 2005, il publie Aya de Yopougon chez Gallimard sur un scénario de Marguerite Abouet (Prix Révélation au Festival d'Angoulême 2006). La série de six tomes est traduite en plus d'une quinzaine de langues.
Suivent l'adaptation en BD de Zazie dans le métro de Raymond Queneau, Jeangot, avec Joann Sfar, Mâle Occidental Contemporain avec François Bégaudeau et la série Pablo (Dargaud - 4 tomes), avec Julie Birmant, relatant la jeunesse de Pablo Picasso à Montmartre (Grand prix RTL de la BD 2012, Étoile du Parisien 2013.
Il s'essaie au fantastique et adapte en trois tomes Les Royaumes du Nord (Gallimard), le roman de Philip Pullman, avec Stéphane Melchior (Fauve jeunesse d'Angoulême 2015), et retrace, avec Julie Birmant et en deux volumes, la vie d'Isadora Duncan : Il était une fois dans l'Est (2016) et Isadora (2017) (Dargaud).
Depuis 2016, il travaille sur trois nouvelles séries en parallèle : Voltaire amoureux, aux Arènes BD (Grand prix Quai des Bulles 2017) ; Renée Stone, avec Julie Birmant chez Dargaud ; Cyberfatale, avec un trio de scénaristes, réunis sous le pseudonyme Cépanou, chez Rue de Sèvres.
Dans le registre de l'animation, il est cofondateur, avec Joann Sfar et Antoine Delesvaux, d'Autochenille Production, un studio dont les deux premiers longs métrages sont Le Chat du rabbin (2010, César du meilleur film d'animation) et Aya de Yopougon (2013), qu'il coréalise avec Marguerite Abouet.
Il a également signé, avec Éric et Ramzy, la série Moot-Moot (Cristal de la série Annecy 2008) pour Canal+.

## Œuvres

### Albums jeunesse
- 1992 : The Kooken, avec Richard Ploetz et Julia Leibentritt, Henry Holt.
- 1993 : It's hard to read a map with a beagle on your lap, avec Marilyn Singer, Henry Holt.
- 1994 :
  - La vérité sur les fessées, avec Martine Dorra, Mango.
  - Cerise part en voyage, avec Olivier de Vleeschouwer, Hachette Jeunesse.
- 1995 :
  - Et pourquoi pas ? (59 questions pour tester votre tante Mèmène), avec Marianne Boilève, Hachette Jeunesse.
  - Please don't squeeze your boa, Noah!, avec Marilyn Singer, Henry Holt.
  - La princesse qui voulait dormir cent ans, avec Pierre Coré, Hachette Jeunesse.
- 1996 :
  - Les petits du loup, le mari de la chèvre et les calendriers, Pierre Coré, Hachette Jeunesse.
  - La machine à rien, avec Marianne Boilève, Hachette Jeunesse.
- 1997 :
  - Le petit chaperon bouge, avec Jean-Loup Craipeau, Le Masque.
  - Le vilain petit canard qui sentait Pouah! du bec, avec Pierre Coré, Hachette Jeunesse.
- 1998 :
  - Naztar de la Jungle, avec Lola Laszlo, Le Masque.
  - The good little girl, avec Lawrence David, Bantam Doubleday Dell.
- 1999 :
  - D'où je viens ?, avec Gudule, Nathan.
  - Super, c'est mon anniversaire, Nathan.
  - L'école, (collectif), La Martinière Jeunesse.
- 2000 :
  - Mister Mizter, avec Arnaud Alméras, Nathan.
  - Du rififi chez les poules, Christine Beigel, Mango.
- 2001 :
  - Poulpe à tout faire, avec Marianne Boilève, Le Seuil.
  - Les animaux de la savane, Nathan.
  - Poulette crevette, avec Françoise Guillaumond, Mango.
  - Ma langue au tigre, poèmes, Gérard Bialetowski, Albin Michel.
  - Le monde de Nounouille, avec Marie Nimier, Albin Michel.
  - Attention chien méchant !, Christine Beigel, Mango.
  - Je ne veux plus être un enfant, Patricia Berreby, Casterman.
  - Je veux changer la vie, Patricia Berreby, Casterman.
  - Je veux être président, avec Patricia Berreby, Casterman.
- 2002 :
  - Chat ira mieux demain, Christine Beigel, Mango.
  - La vie rêvée de Désiré, album jeunesse, avec Arnaud Alméras, Lito.
  - Je veux être un cro-magnon, roman jeunesse de Patricia Berreby, Casterman.
  - Kiki sort du nid, Nathan.
  - Le Grand Livre Des Voyages En Voiture, Le Seuil (collectif).
- 2003 :
  - Les 1000 mots de l'info, Élisabeth Combres et Florence Thinard, Gallimard jeunesse.
  - La ballade de Cornebique, roman jeunesse, Jean-Claude Mourlevat, Gallimard.
  - Mon album de cartes postales, album jeunesse, avec Titus, Gautier-Languereau.
  - Rikkikki-Riquiqui qui a peur de tout, album jeunesse, avec Pierre Coré, Albin Michel.
  - Je veux de l’amour !, roman jeunesse de Patricia Berreby, Casterman.
  - 1,2,3 moutons, roman jeunesse de Christine Beigel, Magnard.
  - Mes chères vacances, Christine Beigel, Mango.
  - 2 livres-masques, albums jeunesse, Bayard.
  - Les fables de la Fontaine, album jeunesse, Lito (collectif).
  - Recueil de chansons, album jeunesse, Larousse (collectif).
- 2004 :
  - Le monde sur un plateau, avec Madeleine Deny, Nathan[8].
  - Comment dresser votre dragon de Cressida Cowell, J'ai lu.
  - Je veux aller sur Mars, Patricia Berreby, Casterman.
- 2005 :
  - Les dix et une nuits, avec Marianne Boilève, Le Seuil Jeunesse.
  - Dis tante Mémène…, réédition, avec Marianne Boilève, Hachette Jeunesse.

### Bande dessinée
- Akissi, assistant, 2 tomes.
- Aya de Yopougon, avec Marguerite Abouet, Gallimard.
- Zazie dans le métro, d'après le roman de Raymond Queneau, Gallimard, 2008.
- Jeangot - Tome 1, Renard Manouche, avec Joann Sfar, Gallimard, novembre 2012.
- Mâle Occidental Contemporain, François Bégaudeau, Delcourt, 2013.
- À la croisée des mondes, (adapté des romans de Philip Pullman), avec Stéphane Melchior, Gallimard.
  1. Les Royaumes du Nord 1, 2014.
  2. Les Royaumes du Nord 2, 2015.
  3. Les Royaumes du Nord 3, 2016.
  4. La Tour des anges 1, 2018.
  5. La Tour des anges 2, 2020.
  6. La Tour des anges 3, 2021.
- Pablo, scénario de Julie Birmant, Dargaud.
  1. Max Jacob, 2012.
  2. Apollinaire, 2012.
  3. Matisse, 2013.
  4. Picasso, 2014.
- Il était une fois dans l'Est, scénario de Julie Birmant, Dargaud, 2015.
- Isadora, scénario de Julie Birmant, Dargaud, 2017.
- Voltaire amoureux, Les Arènes.
  1. Voltaire amoureux, 2017.
  2. Voltaire très amoureux, 2019.
- Cyberfatale, scénario de Cépanou, Rue de Sèvres, octobre 2018.
- Renée Stone, Dargaud , scénario de Julie Birmant.
  1.  Meurtre en Abbyssinie, 2018.
  2.  Le piège de la mer rouge, 2020.
  3. Le trésor d'assurbanipal, 2022.
- À mains nues (dessin), scénario de Leïla Slimani, Les Arènes.

1. Tome 1 : 1900 - 1921, 2020  (ISBN 979-1037502643).
2. Tome 2 : 1922-1954, 2021 (ISBN 9791037504661).

### Roman jeunesse
- Mon chien est raciste, texte de Audren, ill. Clément Oubrerie, Albin Michel Jeunesse, 2016

## Filmographie
- Domino, TF1.
- 2003 : La course à ski, TF1.
- 2005 : Moot-moots, série de 15 X 13 minutes, avec Éric et Ramzy.
- 2006 : Les zozors, Mini-série, TFou.
- Raoul Superstar, pilote de long métrage (2 min 30 s), auteur Anna Gavalda.
- 2012 : Aya de Yopougon, long-métrage d'animation.

## Récompenses et distinctions
- Cyberfatale :
  - Bande dessinée RTL de novembre 2018[9].
- Voltaire amoureux :
  - Prix Cognito de la BD historique 2018[10].
  - Sélection Grand prix de la critique ACBD 2017[11].
  - Prix Les petits mots des libraires 2018[12].
- Grand prix de l'affiche[13] au festival Quai des Bulles 2017 de Saint-Malo.
- Les Royaumes du Nord, T.1 :
  - Fauve d'Angoulême - Prix jeunesse 2015.
- Moot Moot :
  - Cristal de la série Annecy 2008[14].
- Aya de Yopougon :
  - Meilleur premier album Angoulême 2006[15].
  - Tour d'Ivoire 2007[16].
  - Prix de la Guadeloupe 2007.
  - 2007 : Prix de la BD du Point, avec Marguerite Abouet, pour Aya de Yopougon[17].
  - Margouillat 2007.
  - Prix ADP 2008.
  - Sélection officielle Eisner Awards 2008.
  - 2008 Children's Africana Book Award : Best Book.
  - 2008 Glyph Comic Awards : Rising star et Best reprint publication.
  - Film nommé aux Césars 2014[18].
  - Pépite de l'adaptation cinématographique, Montreuil 2013[19].
- Pablo :
  - Grand prix RTL de la bande dessinée 2012, avec Julie Birmant[20].
  - Sélection officielle Angoulême 2013.
  - Dbd awards 2013 : meilleur dessin[21].
  - Étoile du Parisien 2013[4].
- Jeangot :
  - Dbd awards 2013 : meilleur dessin[21].
- Les 1000 mots de l'info :
  - Prix du livre de presse jeunesse Montreuil 2003.
- Mon chien est raciste, texte de Audren, ill. Clément Oubrerie :
  - Prix des libraires du Québec section Jeunesse 2016[22].